# Международная научная конференция «Генетика старения и долголетия»
Международная конференция «Генетика старения и долголетия» проводится в России каждые два года. Первая конференция состоялась в 2010 году. Тема конференции: изучение генетики старения и продолжительности жизни, изучение природы рака и возраст-зависимых заболеваний, исследование долгожительства, математическое моделированию продолжительности жизни и т.п. Главная цель конференций — мобилизация усилий ученых, общества и инвесторов для разработки научных методов существенного увеличения продолжительности жизни человека. Рабочий язык конференции — английский.

## Задачи конференций
Основные задачи конференции — получение среза современных знаний в области изучения механизмов старения и долголетия, а также методов противодействия старению, стимуляция международного сотрудничества, установление контактов между инвесторами и ведущими учеными в области старения и долголетия, стимулирование и продвижение частных инициатив и фондов, деятельность которых направлена на поддержку научных исследований в области радикального продления жизни.

## Организаторы конференций
Постоянными организаторами конференций являются Фонд «Наука за продление жизни» и Институт биологии Коми НЦ УРО РАН. Постоянные сопредседатели оргкомитета конференции — Михаил Батин и Алексей Москалев.

## Конференция 2010
Первая международная конференция «Генетика продолжительности жизни и старения» состоялась в Сыктывкаре 12-15 апреля 2010 года с участием 68 ученых, представляющих 35 научных и учебных учреждений 7 стран (Россия, Латвия, Литва, Беларусь, Украина, Израиль, Канада).
Также в организации конференции-2010 принимало участие Геронтологическое общество при РАН.

## Конференция 2012
Вторая международная научная конференция «Генетика старения и продолжительности жизни» состоялась 22-25 апреля в Москве, в здании Российской Академии наук. В конференции приняли участие более 200 исследователей из 15 стран. Первый день конференции был днем открытых публичных лекций, которые посетило около 650 человек.
Также в организации конференции-2012 принимали участие Геронтологическое общество при РАН, ИМЧ РАН, Фонд поддержки молодых ученых УМА, МФТИ, Европейское отделение МАГГ.

## Конференция — 2014
3-я Международная научная конференция «Генетика старения и долголетия» состоялась 6-11 апреля 2014 года в Сочи, в Конгресс-центре отеля Radisson Blu Resort. В конференции приняли участие более 200 исследователей из 18 стран — Россия, США, Великобритания, Нидерланды, Германия, Италия, Израиль, Китай, Иордания, Украина, Беларусь, Азербайджан, Польша, Узбекистан, Казахстан, Канада, Эстония, Швеция. А также — журналисты, общественные деятельности, предприниматели, представители венчурного капитала.
Также в организации конференции-2014 принимала участие компания Atlas Biomed Group.

### Участники
В числе докладчиков были ведущие мировые эксперты в области продления жизни:
- Дэвид Гемс[англ.] (Великобритания) — исследователь роли генов в регуляции продолжительности жизни и процессе старения, первооткрыватель многих генов долголетия;
- Клаудио Франчески[5] (Италия) — один из ведущих ученых в Европейском проекте «Genetics of Healthy Aging», цель которого — поиск генов, ответственных за здоровое долголетие человека;
- Роберт Шмуклер Рис[6] (США) — ученый, достигший рекорда долголетия для лабораторного животного — продолжительность жизни червя нематоды в экспериментах выросла в 10 раз[7],
- Джуди Кампизи[8] (США) — руководитель исследований молекулярных причин старения клеток и связанных с ними воспалительных и опухолевых процессов;
- Ян Вайг[9] (США) — автор книги «Старение генома», исследователь индукции мутаций ДНК, накапливающихся при старении;
- Брайан Кеннеди[10] (США) — Президент Института Бака[англ.], мирового лидера в области фундаментальных и прикладных исследований старения;
- Паоло Маккьярини (Швеция) — ученый-биолог и хирург-трансплантолог, автор методики выращивания и трансплантации биоинженерной трахеи, гортани и пищевода;
- Андрей Гудков (США) — разработчик препаратов против рака и основатель компании CDLI, выпускающей эти лекарства;
- Нир Барзилай (США) — директор Института геронтологии при Медицинском колледже Альберта Эйнштейна[англ.], исследователь генов долголетия у сверхдолгожителей (людей старше 100 лет);
- Дэниэл Промислоу (США) — исследователь генетических вариаций в процессе старения естественных популяций различных видов животных;
- Анатолий Яшин (США) — разработчик новых методов анализа популяционных многофакторных генетических данных;
- Грегори Фэй (США) — разработчик новых методов криосохранения тканей и органов.

### Научная программа
55 ученых выступили с докладами по основным темам: гены долголетия у человека и животных, эпигенетические механизмы старения, влияние окружающей среды на гены и процесс старения, биомаркеры биологического возраста, фармакологические вмешательства в процесс старения, системная биология в исследованиях старения, генетика регенерации. Кроме того, отдельная сессия была посвящена новым технологиям увеличения продолжительности жизни — применению клеточных технологий и методам криобиологии. Помимо докладов ученые смогли представить результаты своих исследований во время постерных сессий, в которых приняли участие 46 научных групп.
В ходе конференции состоялись четыре круглых стола, посвященных различным теориям старения, персонализированной медицине и персональной науке, а также привлечению венчурного капитала для научных исследований.

### Обращение в ВОЗ
Участники конференции также направили во Всемирную организацию здравоохранения письмо о том, что поскольку старение является основным фактором риска для многих заболеваний (например, сахарного диабета 2-го типа, сердечно-сосудистых заболеваний, большинства солидных раков, болезни Альцгеймера и других видов деменции), необходимо осуществлять мониторинг и интеграцию данных, связанных с возраст-зависимыми заболеваниями.

### Воркшоп в МФТИ
11 апреля 2014 года 8 ученых, выступавших с докладами на конференции в Сочи, приняли участие в Воркшопе «Трансляционные технологии продления жизни», который состоялся в Москве, в МФТИ. Клаудио Франчески рассказал студентам о применении профилирования метилирования ДНК и метаболома для сверхранней диагностики возраст-зависимых заболеваний; Брайан Кеннеди — о таргетном ингибировании сигнальных путей старения с помощью аналогов рапамицина; Вера Горбунова — о применении высокомолекулярной гиалуроновой кислоты для профилактики и лечения онкологических заболеваний; Андрей Селуянов — о SIRT6 как потенциальной лекарственной мишени для регулирования репарации ДНК, продолжительности жизни, устойчивости к раку и репрессии транспозонов и вирусов; Грегори Фэй — о криосохранении тканей для решения проблемы нехватки донорских органов; Роберт Шмуклер Рис — о создании диагностической платформы старения и трансляция в клинику; Вадим Гладышев — об использовании данных сравнительной геномики старения для нахождения новых мишеней для фармакологических вмешательств; Андре Ватсон — о применении нанотехнологий для продления жизни.

## Освещение конференции в СМИ
- Старение с точки зрения генетики, «Русский журнал», 03 апреля 2012
- «Наука против старения», репортаж с конференции, журнал «Наука и жизнь», 15 мая 2012
- Как найти философский камень в Сочи? ТВ-репортаж о конференции в Сочи с участием Вадима Гладышева, Маши Коноваленко, Тома Уэлдона, «Вечерний Сочи», 10 апреля 2014
- На конференции в Сочи ученые обсудили методы борьбы со старением. ТВ-репортаж телеканала «Россия 24» о Конференции «Генетика старения и долголетия», Вести. ру, 13 апреля 2014
- В Сочи собрались генетики всего мира, ТВ-репортаж «Новости24. Сочи» о конференции «Генетика старения и долголетия» участием Михаила Батина и Андрея Селуянова, Телеканал «Эфкате», 8 апреля 2014
- Ученые со всего мира в поисках лекарства от старения в Сочи, ТВ — репортаж о конференции «Генетика старения и долголетия» с участием Михаила Батина, Брайана Кеннеди и Михаила Благосклонного, МаксПортал, 9 апреля 2014
- Учёные обещают создать «таблетку молодости», Репортаж о конференции «Генетика старения и долголетия» На радио ВестиFM 12 апреля 2014
- «Надо, чтобы человек был нестареющим, как голый землекоп», интервью с Михаилом Батиным, Газета. Ru, 3 апреля 2014
- В Сочи открывается Международная конференция «Генетика старения и долголетия», ИТАР-ТАСС, 6 апреля 2014
- В Сочи генетики обсудят секреты долголетия, Российская газета, 7 апреля 2014
- Международная конференция генетиков откроется в Сочи в понедельник, РИА Новости, 7 апреля 2014
- Генетики планируют начать эксперименты по замедлению старения у людей, РИА Новости, 7 апреля 2014
- Российские исследователи создали искусственную хромосому — врага гемофилии, Газета. Ru, 9 апреля 2014
- Прогноз: Генетики продлят жизнь человека в 10 раз, Российская газета, 9 апреля 2014
- «Через 20 лет у нас будет 20 лекарств, которые замедляют старение», Интервью с Брайаном Кеннеди, Газета. Ru, 11 апреля 2014
- Первое в мире человеческое сердце вырастят в России, интервью с Паоло Маккьярини, Комсомольская правда, 14 апреля 2014
- Важный для России пищевод, Газета. Ru, 16 апреля 2014
- И жили они долго и счастливо, «Огонек», 28 апреля 2014 Открытия генетиков доказывают, что в нашем организме нет специальных механизмов, которые программируют его на обязательную смерть
- Старение — это болезнь, Газета. Ru, 28 апреля 2014
- Умереть молодым столетним человеком, «Радио Свобода», 5 мая 2014
- Время, назад! Интервью с Брайаном Кеннеди, Журнал «Огонек», 28 апреля 2014
- Хочешь оставаться молодым? Ремонтируй свои биологические часы, Комсомольская правда, 5 мая 2014
- Пять признаков, что вы проживете до 100 лет, «Комсомольская правда», 17 мая 2014
- Сердце из биореактора, интервью с Паоло Маккьярини, «Русский репортер», 22 мая 2014